# Dietramszell
Dietramszell er en kommune i Landkreis Bad Tölz-Wolfratshausen i den sydlige del af Regierungsbezirk Oberbayern i den tyske delstat Bayern.

## Geografi
Dietramszell ligger i Region Oberland mellem München og Bad Tölz, med floden Isar i vest, og midt i foralpernes morænelandskab .

### Bydele og landsbyer
Kommunen har 60 landsbyer og bebyggelser fordelt på et areal på 96,78 km²; blandt dem:
- Ascholding
- Baiernrain
- Bairawies
- Dietramszell
- Erlach
- Föggenbeuern
- Habichau
- Hechenberg
- Linden
- Manhartshofen
- Peretshofen
- Punding
- Rampertshofen
- Ried
- Schönegg
- Stockach
- Unterleiten

## Fotogaleri
- Klosterkirken i Dietramszell
- St. Leonhard
- St. Peter og Paul i Baiernrain
- Lochen ved Dietramszell
- Kirke St. Leonhard i Ascholding
- St. Georgkapellet ved Ascholding